# Bartolomeu
Bartolomeu ist ein männlicher Vorname.

## Herkunft und Bedeutung
Der Name ist eine portugiesische, galicische oder rumänische Variante des Namens Bartholomäus.

## Varianten
- Bartolomeo (italienisch)
- Bartolomé (spanisch)

## Bekannte Namensträger
- Bartolomeu Anania (1921–2011), rumänischer orthodoxer Erzbischof
- Bartolomeu Dias (1450–1500), portugiesischer Seefahrer und Entdecker
- Bartolomeu Fanti (1452–1495), Ordensführer der italienischen Karmeliter
- Bartolomeu de Gusmão (1685–1724), portugiesischer Jesuitenpater
- Bartolomeu Simões Pereira, Erzbischof von Rio de Janeiro von (1577–1591)
- Bartolomeu Bueno da Silva (1672–1740), brasilianischer Bandeirante aus São Paulo
- Bartolomeu Varela (* 1973), französischer Fußballschiedsrichter

## Zwischenname
- Hermes Bartolomeu Martins de Araújo Fontes (1888–1930)

## Familienname
- Abbão Bartolomeu (* 1966), angolanischer Judoka
- Hermenegildo da Costa Paulo Bartolomeu (* 1991), angolanischer Fußballspieler

Siehe auch:
- São Bartolomeu